# Henk den Duijn
Hendrik Wijnand (Henk) den Duijn (Zandvoort, 3 september 1946 – Alphen aan den Rijn, 16 september 2024) was een Nederlands politicus van de VVD.
Na de hbs vervulde hij zijn militaire dienstplicht en is toen uiteindelijk 16 jaar bij Defensie gebleven waar hij het tot kapitein bij de Koninklijke Luchtmacht bracht. Daarnaast was hij vanaf 1975 gemeenteraadslid in Alphen aan den Rijn waar hij ook wethouder is geweest.
In april 1989 werd Den Duijn benoemd tot burgemeester van Rozenburg. Op 1 januari 1997 werd hij burgemeester van de op die datum nieuw gevormde gemeente Zevenbergen (ruim een jaar later hernoemd in gemeente Moerdijk). In Rozenburg werd hij opgevolgd door Ria de Sutter-Besters die tot dan burgemeester van Fijnaart en Heijningen was wat een van de gemeente was die opging in die nieuwe gemeente. Den Duijn bleef burgemeester van Moerdijk tot de zomer van 2008 toen hij vervroegd met pensioen ging. Begin 2009 werd bekend dat hij voorzitter werd van de lokale VVD-afdeling in Alphen aan den Rijn.
Den Duijn overleed op 78-jarige leeftijd.